# 창영교회
창영교회(昌榮敎會)는 대한민국의 감리교 교회이다. 인천 동구 창영동에 있다. 창영감리교회라고도 부른다.

## 개요
일제강점기인 1937년에 인천 동구 창영동의 영화여자보통학교 부설 영화유치원에서 96명의 신자가 창립 예배를 본 것이 시초이다. 교회 설립의 취지는 "우리가 거저 받았으니 거저 주겠다"였다. 초대 담임목사는 갈홍기가 맡았다.
이후 인천 지역 선교중심지로 발전해왔으며, 여러 교회를 분립시키고 개척해 왔다. 특히 인천 지역 최초의 기독교 학교인 영화여학교와 함께 교육과 선교를 병행해 왔다. 1991년 카자흐스탄에 알마아타감리교회를 창립하는 등 해외 선교에 많은 노력을 기울였고, 21세기에 들어서는 인도와 인도네시아 등 지에서 선교 활동을 해 왔다.
한국 최초의 여성 목사인 전밀라가 목사 안수를 받고 처음 재직한 곳이기도 하다.

## 연혁
- 1937년 : 교회 설립
- 1937년 : 초대 담임목사 갈홍기 부임
- 1938년 : 예배당 건립
- 1939년 : 기도처 설립 (성덕교회)
- 1959년 : 가좌교회 개척
- 1974년 : 동인천교회 분립
- 1991년 : 알마아타감리교회 창립
- 1994년 : 브룬다이창영교회 설립
- 1998년 : 대전산내창영교회 개척

## 같이 보기
- 영화여학교
- 전밀라